# Анатахан
Анатахан је острво у саставу Северних Маријанских острва у Тихом океану и има један од најактивнијих вулкана архипелага. Некада насељено, острво тренутно нема становништва због увек присутне опасности од ерупција вулкана. Анатахан се налази на 60 км северозападно од острва Фаралон де Мединила и 120 км северно од Сајпана. 

## Географија
Анатахан је отприлике елиптичног облика, дужине 9 км и ширине 4 км и има површину од 33,9 km². Острво је врх стратовулкана који достиже 790 м надморске висине на највишем врху.
На врху вулкана је калдера, широка 2,3 км, која је подељена на источни и западни део, са источним делом око 250 м нижим од западног. Оскудност вегетације у најновијим токовима лаве на Анатахану указала је да су холоценске старости. У априлу 1990. године становници западне обале острва евакуисани су након што су низови земљотреса и активни фумароли указали на то да ерупција може бити неизбежна, али у то време није дошло до ерупције. Следећи земљотресни низ догодио се у мају 1992. године. Прва историјска ерупција Анатахана догодила се у мају 2003. године, када се догодила велика експлозивна ерупција са индексом од 4 формирајући нови кратер унутар источне калдере и узрокујући свод пепела висок 12 км који је ометао ваздушни саобраћај до Сајпана и Гуама.
Најновија ерупција била је 2007. године и трајала је до 2008.

## Историја
Острво су Европљани први пут мапирали крајем октобра 1543. године, и то је урађено од стране шпанског истраживача Бернарда де ла Торе на трговачком броду Сан Хуан де Летран, који је покушавао да се врати из Саранганија у Нову Шпанију. У то време острво су насељавали Чамороси. 1695. домороци су насилно пресељени у Сајпан и, три године касније, у Гуам. Под шпанском влашћу развијене су плантаже кокоса за производњу копре. 1884. године извезено је око 125 тона.
После продаје Северних Маријанских острва од стране Шпаније Немачком царству 1899. године, Анатахан је био под управом Немачке Нове Гвинеје. Међутим, до маја 1901. године острво је пријављено као ненасељено. 1902. године острво је дато у закуп приватној фирми, Паганском друштву, у власништву немачког и јапанског партнера, ради даљег развоја плантажа кокоса. Озбиљни тајфуни у септембру 1905. и септембру 1907. уништили су плантаже и довели до банкрота компанију, иако је производња копре после настављена у мањем обиму.
Током Првог светског рата, Анатахан је прешао под контролу Јапанског царства и потом му је додељен мандат Јужних мора (Мандат немачких поседа у Пацифичком океану која се налазе јужно од екватора, Mandate for the German Possessions in the Pacific Ocean lying North of the Equator). У јуну 1944. године 30 преживелих из најмање три јапанске олупине бродова стигло је до Анатахана. Након предаје Јапана у Другом светском рату, Американци су евакуисали двојицу Јапанаца и 45 староседелаца са острва, али јапански бродоломци одбили су да поверују да је рат завршен и побегли су у унутрашњост острва сматрајући га јапанским. До 1950. године то тзв. јапанско друштво је водила Казуко Хига, која је била једина жена која је остала на острву. Хига је живела у харему од пет мушкараца, али након што је једанаест од њих умрло под неизвесним околностима, остатак се предао у јуну 1951. Прича о том јапанском друштву је сензационализована у масовним медијима као грозна прича о сексу и насилној смрти, а 1953. године приказао ју је Јозеф фон Стернберг у свом филму Сага о Анатахану. 1954. године, један од преживелих, Миширо Марујама, објавио је књигу Анатахан острво несрећника, која је покушала да оповргне грозне оптужбе. Причу је 1998. оживео јапански аутор Каору Оно као роман Кавез на мору, а 2008. Нацуо Кирино као кратку причу "Токио-џима", која је постала филм 2010. године.
Након Другог светског рата, острво је прешло под контролу Сједињених Држава и било је под управом као део Труст територије пацифичких острва. Од 1978. године острво је део Општине Северних острва Комонвелта Северних Маријанских острва.

## Демографија
Од 1980. године становништво Аламагана било је једна породица. Људи су боравили на Анатахану када школа није одржавана.